# Alice Pike Barney
Alice Pike Barney nacida Alice Pike (14 de enero de 1857 - 1931) fue una pintora estadounidense de la zona de Washington D. C. que trabajó para convertir la ciudad en un centro de las artes. Sus dos hijas fueron la escritora y anfitriona de salón literario Natalie Clifford Barney y la escritora bahá'í, Laura Clifford Barney.

## Biografía

### Primeros años

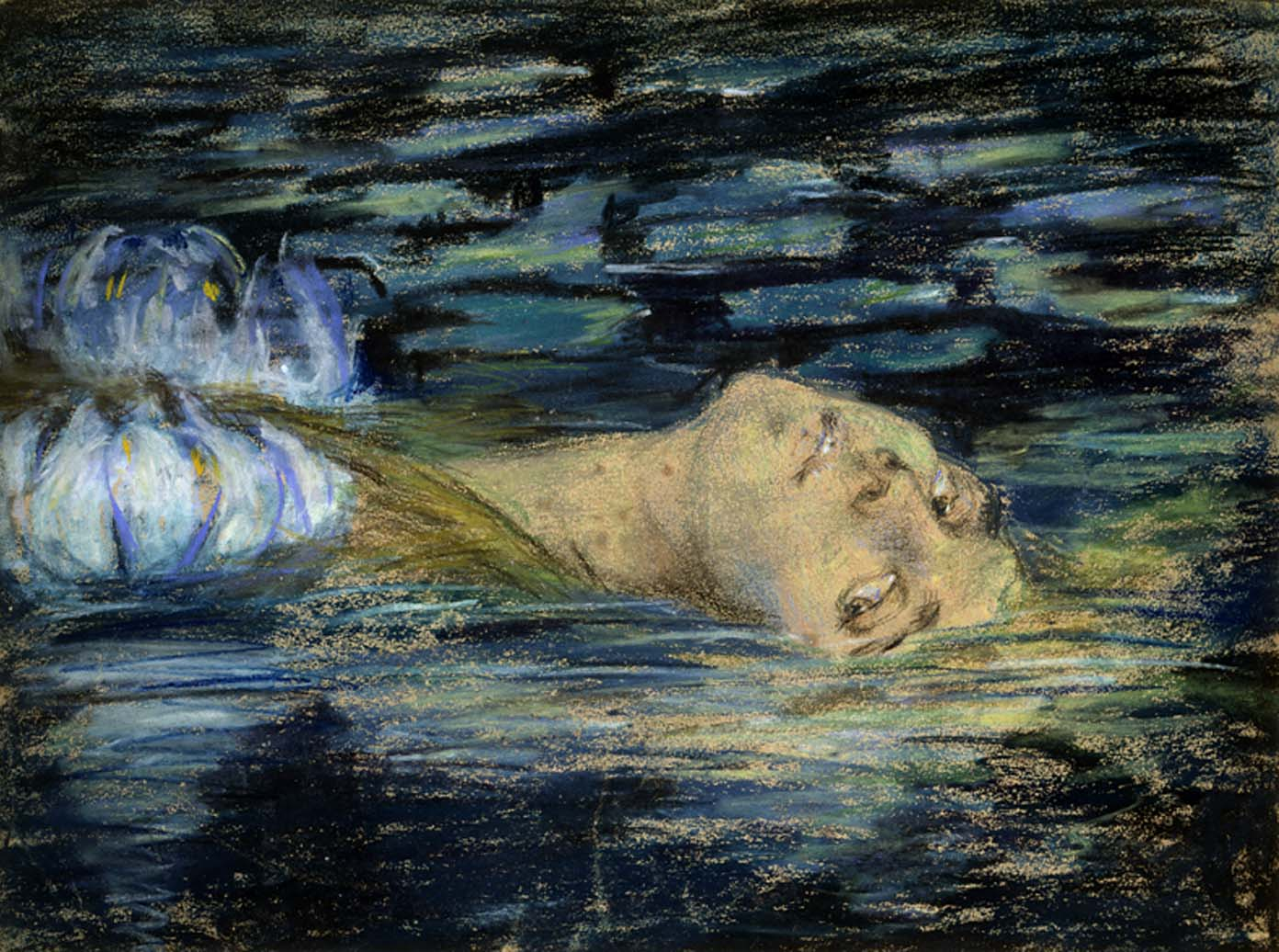
Waterlily (1900) fue una de las ilustraciones del libro de su hija.

Su padre Neftalí Samuel Pike, que había hecho su fortuna como destilador de whisky de la marca Magnolia, fue un mecenas de las artes en Cincinnati, Ohio, donde construyó la Casa de la Opera Pike. Su padre era un alemán judío y su madre una neerlandesa cristiana de ascendencia francesa. La familia se mudó a Nueva York en 1866 y su padre construyó lo que se convertiría en el Grand Opera House entre la Twenty-Third Street y la Eighth Avenue. Barney era la más joven de cuatro hijos y la única que compartía plenamente los intereses culturales de su padre, cuando niña mostró talento como cantante y pianista.
A los 17 años se comprometió con el explorador Henry Morton Stanley. Su madre consideraba que la pareja era inadecuada por la diferencia de edad -ella tenía diecisiete años y él treinta y tres- e insistió en que esperaran para casarse. Mientras su prometido estaba de viaje en una expedición de dos años en África, se casó con Albert Clifford Barney, hijo de un rico fabricante de vagones de ferrocarril de Dayton, Ohio.
En 1882 Barney y su familia pasaron el verano en Nueva York en el Long Beach Hotel, donde Oscar Wilde dictó una conferencia durante su gira por Estados Unidos. Wilde pasó el día con Alice y su hija Natalie en la playa, esa conversación cambió el curso de su vida, inspirándola a seguir en el arte, a pesar de la desaprobación de su marido.

### Estudios de arte
En 1887 viajó a París para estar más cerca de sus dos hijas, que estudiaban en Les Ruches, una escuela francesa fundada por la educadora feminista Marie Souvestre. Estando allí, estudió pintura con Carolus-Duran. Regresó a París en 1896 -para llevar a su hija Laura a un hospital francés para ser tratada de un dolor en las piernas secundario a una lesión en la infancia- y reanudó sus estudios con Carolus-Duran y tomó lecciones con el pintor español Claudio Castelucho. Cuando James Abbott McNeill Whistler abrió una academia, la Académie Carmen, fue una de sus primeros estudiantes. Whistler pronto perdió el interés en la enseñanza y cerró la escuela, pero fue una influencia formativa. En 1899 formó un salón literario en su casa de la avenida Víctor Hugo, sus invitados habituales incluían a los pintores simbolistas Lucien Lévy-Dhurmer, John White Alexander y Edmond Aman-Jean, y su trabajo comenzó a mostrar una influencia simbolista.
Cuando Natalie escribió un libro de versos de poesía francesa, Quelques Portraits-Sonnets de Femmes, Barney realizó las ilustraciones. No entendió que los poemas de amor del libro iban dirigidos a mujeres y no tenía idea de que tres de las cuatro mujeres que posaron para ella eran amantes de su hija. Albert, alertado sobre el tema del libro por una nota en un periódico titulada "Safo canta en Washington", se apresuró a viajar a París, donde compró y destruyó los restantes ejemplares y las planchas de impresión e insistió en que Alice y Natalie volvieran con él a la casa de verano en Bar Harbor, Maine. Su enfado empeoró cuando sus amigos le mostraron recortes de The Washington Mirror. Washington, que estaba a punto de publicar su primer Registro Social, cada vez estaba más socialmente estratificada y los antecedentes de Alice como hija de un destilador de whisky y nieta de un inmigrante judío la habían hecho objeto de vagas insinuaciones en las páginas sociales. El chisme no tendría efecto duradero sobre la situación social de la familia Barney, pero Albert lo consideró un desastre. Su consumo de alcohol aumentó, al igual que su presión arterial y dos meses más tarde tuvo un ataque al corazón. Su salud siguió deteriorándose y murió en 1902.

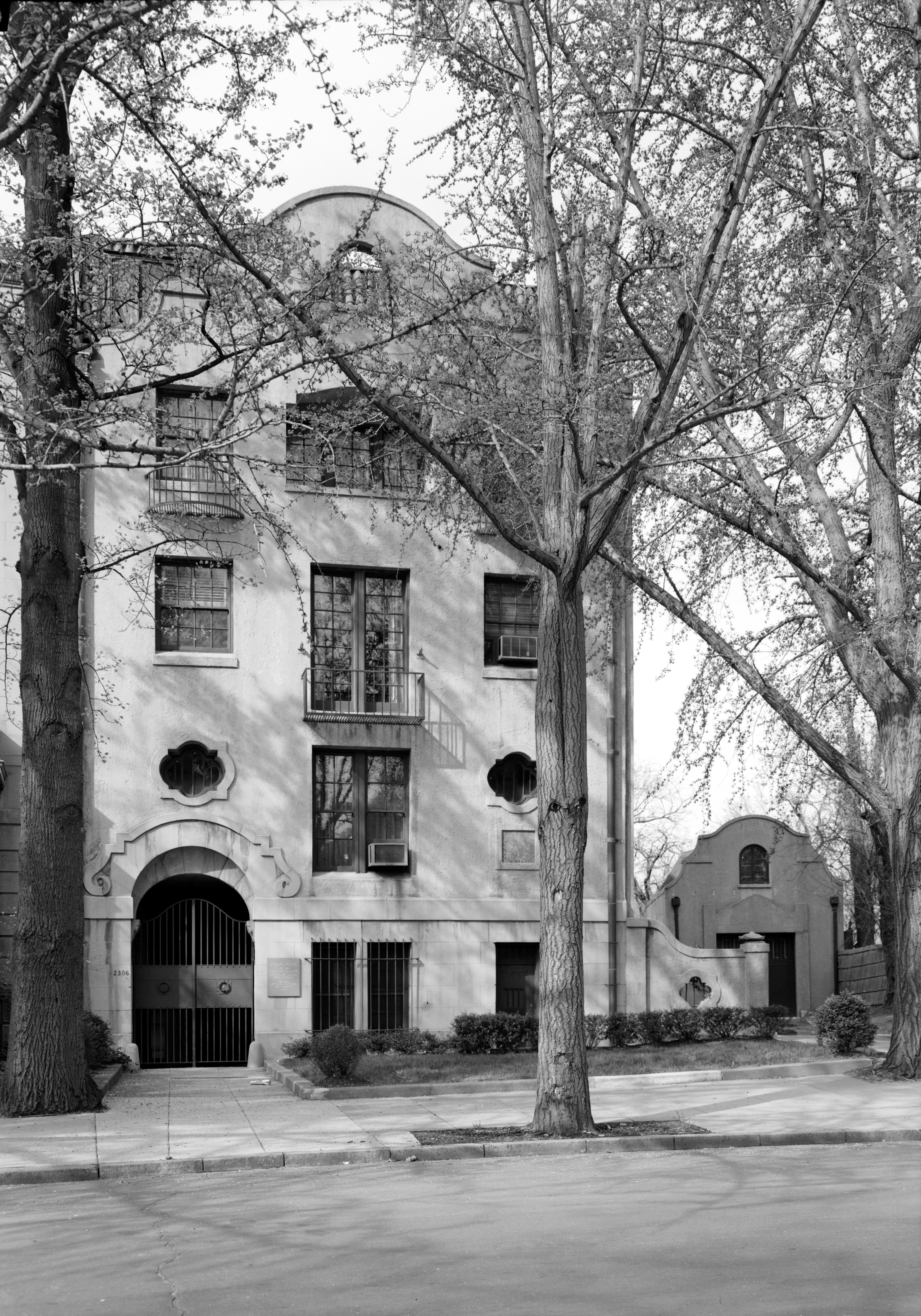
La casa estudio de Alice Pike Barney (ahora Embajada de Letonia), localizada en Washington D. C., listada en el National Register of Historic Places.

Alice Barney realizó exposiciones individuales en importantes galerías como la Galería de Arte Corcoran. Más adelante, inventó y patentó aparatos mecánicos, escribió y actuó en varias obras de teatro y una ópera, y trabajó para promover las artes en Washington D. C. Muchas de sus pinturas se encuentran ahora en la colección del Smithsonian American Art Museum.
Se convirtió a la fe Bahá'í alrededor de 1900.

### Últimos años
En 1911, a la edad de 53 años, se casó con Christian Hemmick de 23 años; su compromiso llamó la atención de la prensa en todo el mundo. Se divorciaron en 1920. Alice falleció en 1931.